# Witrugspecht
De witrugspecht (Dendrocopos leucotos) is een vogel uit de familie Picidae.

## Kenmerken
Hij heeft een geheel zwarte bovenrug en schouders, maar de onderrug en stuit zijn zuiver wit. De onderstaartdekveren zijn vuurrood. Hij is 25,5 cm lang.

## Leefwijze
Het voedsel bestaat uit grote insecten en larven, die het dier met grote behendigheid onder boomschors en uit rottend hout vandaan haalt.

## Voortplanting
Het legsel bestaat meestal uit drie tot vijf witte eieren, die worden gelegd in een boomholte van een rottende loofboom.

## Verspreiding en leefgebied
Deze soort komt in gebieden voor in vochtige bossen met veel rottend hout in het zuiden van Scandinavië en Oost-Europa tot aan het Russische Verre Oosten, Japan en Taiwan en telt twaalf ondersoorten:
- D. l. leucotos: van centraal en noordelijk Europa via centraal Rusland tot zuidoostelijk Siberië en noordoostelijk China.
- D. l. uralensis: van het westelijk Oeralgebergte tot het Baikalmeer.
- D. l. lilfordi: van zuidelijk Europa tot de Kaukasus.
- D. l. tangi: het westelijke deel van Centraal-China.
- D. l. subcirris: Hokkaido.
- D. l. stejnegeri: noordelijk Honshu.
- D. l. namiyei: zuidelijk Honshu, Kyushu en Shikoku.
- D. l. takahashii: Ullung-do (nabij Zuid-Korea).
- D. l. owstoni: de noordelijke Riukiu-eilanden.
- D. l. quelpartensis: Jeju-do (nabij Zuid-Korea).
- D. l. fohkiensis: zuidoostelijk China.
- D. l. insularis: Taiwan.

oostelijke vaalborstspecht (D. analis) ·
tamariskspecht (D. assimilis) ·
streepborstspecht (D. atratus) ·
darjeelingspecht (D. darjellensis) ·
himalayaspecht (D. himalayensis) ·
bruinkeelspecht (D. hyperythrus) ·
witvleugelspecht (D. leucopterus) ·
witrugspecht (D. leucotos) ·
vaalborstspecht (D. macei) ·
grote bonte specht (D. major) ·
okinawaspecht (D. noguchii) ·
Syrische bonte specht (D. syriacus)